# Jonás Ramalho
Jonás Ramalho Chimeno (ur. 10 czerwca 1993 w Barakaldo) – hiszpański piłkarz, pochodzący z Angoli. Obecnie występuje w klubie Girona FC, na pozycji prawego obrońcy.